# Andrés Amauri Rosario Henríquez
Andrés Amauri Rosario Henríquez (Tamboril, República Dominicana, 23 de septiembre de 1976) es un obispo electo católico dominicano. Fue nombrado obispo auxiliar de la Arquidiócesis de Santiago de los Caballeros por el papa León XIV.

## Biografía
Nació el 23 de agosto de 1976 en Tamboril, municipio de la provincia de Santiago, República Dominicana.
Realizó sus estudios secundarios en el Seminario Menor San Pío X de Santiago de los Caballeros.
Sus estudios teológicos y filosóficos los hizo en el Seminario Pontificio Santo Tomás de Aquino. Allí obtuvo la Licenciatura en Filosofía por la Pontificia Universidad Católica Madre y Maestra de Santo Domingo, y en Ciencias Religiosas.
El 24 de febrero de 2007 fue ordenado presbítero para la Arquidiócesis de Santiago de los Caballeros, por Mons. Ramón Benito de la Rosa y Carpio, incardinándose en la misma arquidiócesis.
Después, fue enviado a Roma, donde obtuvo la Licenciatura en Teología Espiritual en la Pontificia Universidad Gregoriana. Además obtuvo un diploma en Formación Sacerdotal en la misma casa de estudios.
En la arquidiócesis de Santiago de los Caballeros ha tenido los siguientes encargos pastorales:
- Director de Pastoral Vocacional.
- Vicario parroquial de Reina de los Ángeles.
- Vicerrector del Seminario Menor San Pío X y su Liceo (2006-2011)
- Formador del primer año de Filosofía en el Seminario (2010-2011)
- Profesor del Seminario Menor y Mayor (2013-2014)
- Director espiritual de Filosofía del Seminario (2013-2018)
- Formador del Seminario Propedéutico (2013-2020)
- Director del Liceo del Seminario Menor (2014-2017)
- Párroco de Santos Ángeles Custodios (2013-2025)
- Rector del Seminario Menor San Pío X (2020-2025)

El 23 de junio de 2025 es nombrado Obispo Auxiliar de Santiago de los Caballeros y titular de Autenti por el papa León XIV.
Será ordenado obispo en el multiusos de la Pontificia Universidad Católica Madre y Maestra, Santiago de los Caballeros, el sábado 20 de septiembre de 2025, por Mons. Héctor Rafael Rodríguez Rodríguez, arzobispo de Santiago de los Caballeros y presidente de la Conferencia del Episcopado Dominicano.